# Mate Žmak-Matešić
Mate Žmak-Matešić (Lanišće, 17. travnja 1822. − ?), hrvatski publicist i kroničar povijesti II. svjetskog rata i poraća na području sjeverne Istre. 
Sin Mate i Marije rođ. Šverko iz Lanišća. Kao službenik radio u Rijeci, do odlaska u mirovinu.
Još 1966. godine piše stihove za spomen na mjestu pogibije žitelja Lanišća, koje su 1943. godine strijeljale njemačke snage.
Očevidac je mučeništva blaženog Miroslava Bulešića u Lanišću 1947. godine.

## Djela
1. "Krvava krizma Lanišće 1947.", izdanje "Josip Turčinović"; Župni ured Lanišće, Pazin 1997. (ponovljeno izdanje 2007.)
2. "Antifašizam na Buzeštini - Narodnooslobodilački pokret 1941. – 1945.", zajednička naklada Saveza antifašista Grada Buzeta, Izdavačkog poduzeća Reprezent Račice, Pučkog otvorenog učilišta "Augustin Vivoda" Buzet i Katedra Čakavskog sabora Buzet, Zagreb 2003. (prilog u monografiji)
3. "Zbornik Općine Lanišće, Knjiga druga, Lanišće 2004.", "Josip Turčinović d.o.o." Pazin, 2004. (prilog u zborniku).